# Trachsellauenen
Trachsellauenen ist ein Ort in der Gemeinde Lauterbrunnen im Schweizer Kanton Bern. Er war seit dem 17. Jahrhundert ein Zentrum des Bergbaus im Lauterbrunnental. Heute stehen dort ein Wirtshaus und die Ruine des Schmelzofens.

## Geschichte

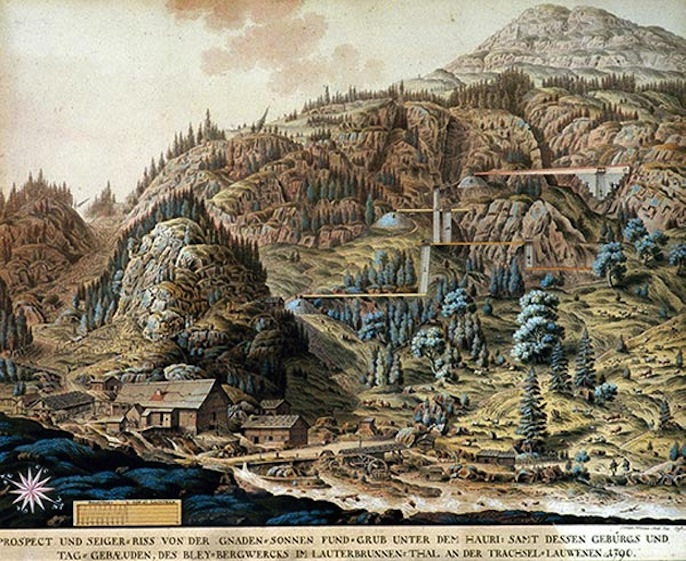
Das Bergwerk Trachsellauenen, Grube Sonnen-Gnaden, 1790

Beim Schmelzofen entstand ein kleines Industriedorf mit Arbeiterhäusern und Nutzbauten des Eisenbergwerks. Die 1992 ausgegrabenen Ruinen stammen aus der kurzen Blütezeit des Silber- und Bleibergbaus im Zeitraum von 1782 bis 1805. Im Jahr 1805 wurde die Schmelzi aufgegeben, der Talhintergrund war wohl kahlgeschlagen. Die Ausbeute an Silber war nie genügend gross.
Etliche Jahrhunderte vorher war Trachsellauenen wie auch Gimmelwald, Amerton, Sichellauenen und Mürren von den Walsern bewohnt.

## Erreichbarkeit
Trachsellauenen liegt 1200 m ü. M. im Talhintergrund des Lauterbrunnentals, noch hinter Stechelberg. Man gelangt in ca. 50 Minuten zu Fuss, oder mit dem Auto zum Wirtshaus in Trachsellauenen.